# Epimicta konzaensis
Epimicta konzaensis är en stekelart som beskrevs av Robert R. Kula 2005. Epimicta konzaensis ingår i släktet Epimicta och familjen bracksteklar. Inga underarter finns listade i Catalogue of Life.